# Ilburnia perkinsi
Ilburnia perkinsi är en insektsart som först beskrevs av Frederick Arthur Godfrey Muir 1916.  Ilburnia perkinsi ingår i släktet Ilburnia och familjen sporrstritar. Inga underarter finns listade i Catalogue of Life.